# Reflektor
En reflektor är en anordning som är till för att rikta strålning på avsett sätt. Materialets yta skall vara speglande för de våglängder man avser att använda den till.
För antenner, solfångare och strålkastare är det vanligt med paraboliska reflektorer. Dessa samlar in (eller sänder ut) ett parallellt strålknippe som mottas (eller utsänds) i "parabolens" brännpunkt.

## Retroreflektor
En retroreflektor är en speciell typ av reflektor som återspeglar strålningen mot källan, oavsett från vilken riktning den kommer. Sådana används bland annat i fotgängarreflexer. 

Principen för en kubhörnsreflektor i två dimensioner.

En typ av retroreflektor är kubhörnsretroreflektorn, ofta förkortat hörnreflektor. Den består av speglande ytor sammansatta så att de bildar innerhörnet av en kub. Sedan en stråle reflekterats i alla tre ytorna kommer den alltid att ha en riktning parallellt den riktningen som den kom ifrån, men åt motsatt håll, som från en takkantprisma i två dimensioner. Man kan testa principen genom att kasta en tennisboll eller studsboll (utan skruv) mot hörnet av ett rum. Ett exempel på kubhörnsretroreflektor är en vanlig radarreflektor för fritidsbåtar, vilken är en plåtkonstruktion med 8 kubhörn riktade åt olika håll. Fotgängarreflexer av hårdplast utnyttjar totalreflexion i ett mycket stort antal kubhörn sammansatta till en tessellation av trianglar.
En annan typ av retroreflektor är den sfäriska, ibland kallad glintreflektor. Principen för denna är att en spegel placerad i bildplanet från en positiv lins reflekterar ljuset så att bilden åter avbildas på det ursprungliga föremålet. Ett parallellt ljusknippe kommer därför att bli ett parallellt ljusknippe i riktning mot den ursprungliga ljuskällan. En transparent sfär verkar som en positiv lins med bildplan vid eller strax bakom sfären. Om därför sfäriska transparenta glaspärlor limmas på en metallfolie, där glaspärlornas och limmets brytningsindex anpassats till varandra, kommer anordningen att reflektera ljusstrålar i samma riktning de kom ifrån. I vissa typer av reflexfärger sker reflektionen på insidan av glaspärlornas baksida genom lämpligt val av brytningsindex hos glaspärlor och lim.
I en retroreflektor kallad kattöga har man utformat ett optiskt element speciellt för att ge retroreflektion på det sätt som sker i de många glaspärlorna i glintreflektorer. I Trafikförordningen 1930 bestämdes att cykel som framfördes på väg i mörker skulle vara försedd med en reflektor som återkastade rött ljus. Man tillät även länsstyrelsen att utfärda regelverk för hästvagnar med samma bestämmelser. (För andra betydelser av kattöga, se kattöga.)

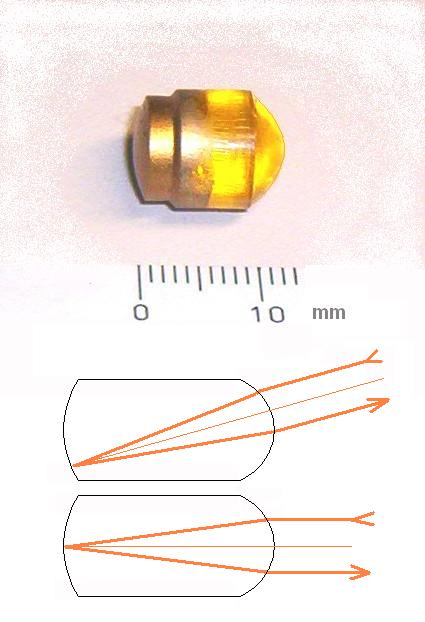
Retroreflektor "Kattöga". Den bakre ytan (till vänster) är förspeglad.

Röda ögon-effekten vid fotografering och djurs ögon som lyser i mörker är en retroreflektor-effekt liknande den hos glintreflektorer. Ljuskällan avbildas på näthinnen, och bilden på näthinnan projiceras åter ut från ögat som ett strålknippe i riktning mot ljuskällan.

## Betydelser av termen "reflektor"
- En reflekterande yta (spegel eller ljust lackerad) bakom en ljuskälla för att förstärka och fokusera ljuset, exempelvis i en belysningsarmatur av plåt där reflektor och skärm är samma komponent, se Anglepoise-lampan eller ovan
- I radioteknik den del av en antenn som reflekterar de inkommande radiovågorna och koncentrerar dem på mottagarelementet
- I fotografi en plan reflekterande skärm som används för att fördela belysningen av motivet
- En typ av teleskop där ljuset först samlas med en parabolisk spegel för att sedan projiceras vidare med speglar eller linser
- I atomreaktorer en del av höljet kring reaktorhärden, som har till uppgift att bromsa neutronerna och leda dem tillbaka till härden
- retroreflektorer, se ovan
- En negativt laddad elektrod i reflexklystroner som reflekterar elektronerna.